# Over stregen
|  | Denne artikel er oprettet af botten PalnaBot ud fra en ekstern database. Den kan derfor have sproglige fejl eller mangler. Denne skabelon kan fjernes efter kontrol af indholdet. |

Over stregen er en ungdomsfilm fra 1987 instrueret af Jørn Faurschou efter manuskript af Jørn Faurschou, Thorstein Thomsen.

## Handling
En film om venskab og fodbold. Bobo og Eno er gode venner og går til fodbold sammen. Bobo har et legende forhold til sin sport og det samme har Eno - indtil han kommer på førsteholdet i en ny klub. Han bliver stjerne, og venskabet med Bobo glider i baggrunden.